# Federació Catalana de Pitch and Putt
La Federació Catalana de Pitch and Putt és l'organisme que gestiona, administra, organitza, reglamenta i governa l'esport del Pitch and Putt a Catalunya. Forma part de la Unió de Federacions Esportives de Catalunya.

## Història
Tot i que la introducció d'aquest esport és recent, actualment Catalunya és una de les primeres potències internacionals. El seu inici es troba en la persona de Martin Whitelaw, irlandès resident a Girona, que va introduir aquest nou esport a Catalunya, quan l'any 1990 va construir un camp per practicar-lo a Solius, basant-se en l'experiència del seu pare, que nhavia tingut un al seu país. En vista de lèxit, altres persones van decidir construir camps semblants i només quatre anys més tard, el 1994, es va fundar l'Associació Catalana de Pitch and Putt (ACPP), que va presidir inicialment el mateix Martin Whitelaw. Els camps de Solius, Campmany, el Vendrell, Vallromanes, Sant Jaume i Sant Cebrià van ser els fundadors de l'ACPP, que el mateix any de la seva constitució va posar en marxa un sistema de competicions en què destacava l'Interclubs, que posteriorment passaria a ser el Campionat de Catalunya per equips. El creixement del pitch and putt a Catalunya va ser molt ràpid, i a finals de 1999 l'Associació Catalana de Pitch and Putt va ser una de les fundadores de lAssociació Europea (EPPA) juntament amb les d'Irlanda, Gran Bretanya, Itàlia, França i Holanda i, per tant, membre de ple dret, la qual cosa va permetre a la selecció catalana participar en el primer Campionat d'Europa que es va disputar aquell mateix any a Irlanda i on va acabar quarta. L'any 2001 va arribar el primer gran èxit per a la selecció catalana quan es va proclamar subcampiona d'Europa a Lloret de Mar. Un any després, el 2002, Josep Maria de Anzizu va ser elegit president tant de l'ACPP com de l'EPPA. Poc després es van iniciar els tràmits per a constituir-se en federació catalana. El 2003, la selecció catalana va aconseguir per segona vegada el subcampionat d'Europa a Irlanda i el 18 d'octubre del 2004 es va proclamar campiona de la Copa del Món a Sardenya. La federació es va constituir el 2005 i el mes de març del mateix any va assolir dues fites històriques, es va constituir a Barcelona la Federació Internacional de Pitch and Putt (FIPPA) sent la Federació Catalana una de les fundadores juntament amb les de Xile, Austràlia del Sud, Suïssa, França, Gran Bretanya, Irlanda, Holanda, Noruega i Itàlia. També aquest mateix any, Catalunya va conquerir la seva segona Copa del Món a Teià després de guanyar a la final a Andorra. Amb un creixement constant de llicències i clubs a partir d'aquell moment, la federació s'ha consolidat com una de les primeres potències mundials tant en l'organització de competicions de primer nivell com l'Open Catalunya o en els resultats dels seus esportistes, que el 2007 van assolir un altre subcampionat d'Europa a Sardenya (Itàlia), el 2008 el tercer lloc a la Copa del Món a Holanda, el 2009 el títol del Mundial strokeplay de Fernando Cano a La Grande Motte, el 2010 el triomf de la selecció en el Campionat d'Europa a Lloret de Mar i el 2014 es proclama per segona vegada Campiona d'Europa de Seleccions a Andorra. Ha rebut el premi a la Millor Gestió Federativa en la Festa de l'Esport Català el 2014.

## Presidents

### Josep Maria de Anzizu Furest (2004-2009)
Va entrar en el món de l'esport com a fundador i responsable d'un club poliesportiu (1947-1951) i també va ser jugador federat i entrenador d'equips escolars de futbol (1950-1960), jugador federat de tennis (1958-1995), practicant del muntanyisme i l'esquí (1950-1980), de la vela (1968-1990) i del golf (des de 1973). A partir de la seva vinculació amb el golf ho va fer també amb el P&P, inicialment com a responsable esportiu del Club Pitch and Putt Sant Cebrià i més endavant com a president de l'Associació Catalana de Pitch and Putt des de 2002, va ser també des del 2004 al 2006 el president de la Unió Catalana de Pitch and Putt, precursora de la Federació Catalana que va presidir des del seu reconeixement el 2006 fins al 2010. Va ser el la Federació Internacional de Pitch and Putt (FIPPA) des de la seva constitució

### Víctor Moscatel Mendelsohn (2009-)
Sorgit del P&P Lleida, del qual va ser director esportiu, gerent i president, va conèixer aquest esport al Vendrell. Membre de la junta directiva de l'ACPP, de la UCPP i finalment de la federació catalana, es va fer càrrec de la presidència federativa a partir del mes de novembre de 2009 com a candidat únic substituint en el càrrec Josep Maria de Anzizu. Com a continuador de la tasca del seu antecessor, ha elevat encara més el prestigi organitzatiu de la federació la qual cosa l'ha portat primer a ser elegit vicepresident de la Federació Internacional de Pitch and Putt (FIPPA) l'any 2010 i des del 2014 és el president de la FIPPA i de l'Associació Europea de Pitch and Putt (EPPA). Recent estrenat en el càrrec de president ha viscut el debut de la selecció catalana femenina, i ha treballat de valent per millorar la comunicació interna de la federació, fruit de la qual va ser la creació dels Comitès de Competició de camps i el nou web conjunt de la Federació i l'Associació Catalana de Pitch and Putt.